# Lista de senhores de Góis
Lista dos senhores de Góis.
Estrada
1. Anião da Estrada, foi o 1º senhor de Góis, tenência que recebeu de Teresa de Leão quando ela confia à Anião os "castelos de Góis e de Bordeiro, numa data desconhecida entre 1113 e 1117"[1]. A terra de Góis era então uma montanha despovoada.[2]
2. Martim Anião, filho do anterior, não teve descendência masculina e a sua irmã Maria herdou o senhorio.[3][2]

Góis
1. Gonçalo Dias de Góis, foi senhor de Góis pelo casamento com Maria Anaia, filha de Anião da Estrada, porque os irmãos de Maria não tinham descendência masculina. O Nobiliário confunde com seu pai Diogo Gonçalves.[3]
2. Salvador Gonçalves de Góis, filho do anterior.[4][5]
3. Pedro Salvadores de Góis, filho do anterior.[4][5]
4. Vasco Pires Farinha, filho do anterior.[4][5]
5. Gonçalo Vasques de Góis, filho natural do anterior (sua mãe era uma freira).[5] Não teve filhos e o senhorio passou aos filhos de sua irmã Maria, esposa de Vasco Rodrigues Viegas.[6]